# ملاءمة بيئية

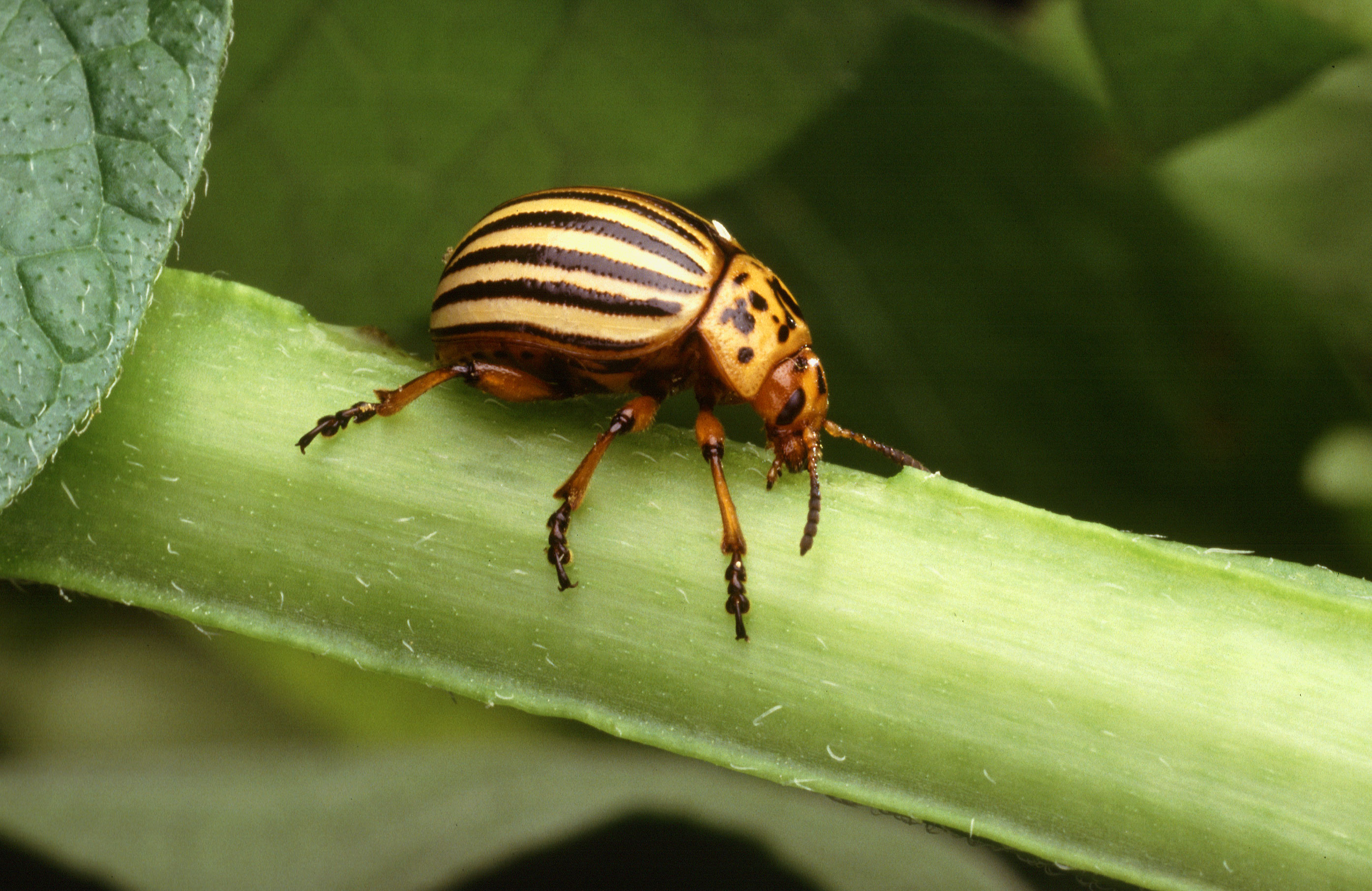

الملاءمة البيئية هي «العملية التي تستعمر بموجبها الكائنات الحية وتستمر في بيئات جديدة، وتستخدم موارد جديدة أو تشكل ارتباطات جديدة مع أنواع أخرى نتيجة مجموعات السمات التي تحملها في الوقت الذي تواجه فيه الظروف الجديدة». يمكن أن تُفهم على أنها وضع يبدو فيه أن تفاعلات الأنواع مع بيئتها الحيوية وغير الأحيائية تشير إلى تاريخ من التطور المشترك، حيث تطورت في الواقع السمات ذات الصلة استجابةً لمجموعة مختلفة من الظروف الحيوية وغير الأحيائية. يُعد تتبع الموارد أبسط شكل من أشكال التركيب البيئي، والذي يستمر الكائن فيه في استغلال نفس الموارد، ولكن في مضيف أو بيئة جديدة. يشغل الكائن الحي في هذا الإطار بيئة عمل متعددة الأبعاد محددة بالظروف التي يمكن أن تستمر فيها، على غرار فكرة مثوى هتشينسونيان البيئي. يمكن للأنواع في هذه الحالة أن تستعمر بيئات جديدة (كمنطقة تمتلك نفس درجة الحرارة ونظام المياه مثلًا) و / أو تشكل تفاعلات أنواع جديدة (مثل طفيلي يتطفل على مضيف جديد)، والتي يمكن أن تؤدي إلى سوء تفسير العلاقة على أنها تطور مشترك، على الرغم من أن الكائن الحي لم يتطور ويستمر في استغلال نفس الموارد التي كان يستخدمها دائمًا. يتطلب التعريف الأكثر دقة للملاءمة البيئية أن تواجه الأنواع بيئة ما أو مضيفًا خارج بيئتها التشغيلية الأصلية، وأن تحصل على ملاءمة مدركة بناءً على السمات التي جرى تطويرها في بيئات سابقة اختيرت الآن لغرض جديد. يمكن التعبير عن هذا الشكل الدقيق للتركيب البيئي إما على أنه استعمار الموائل الجديدة أو تكوين تفاعلات الأنواع الجديدة.

## الأصل
شرح عالم البيئة التطورية البروفسور دانيال جانزين فكرة الملاءمة البيئية من خلال ورقته البحثية لعام 1980، والتي لاحظ فيها أن العديد من حالات التفاعلات البيئية استُنتجت لتكون نتيجة لتطور مشترك عندما لم يكن هذا هو الحال بالضرورة، وشجع علماء البيئة على استخدام مصطلح التطور المشترك بشكل أكثر دقة، وأشار إلى أنه من المحتمل أن تكون السمات الدفاعية الحالية للنباتات نتجت عن طريق التطور المشترك مع العواشب أو الطفيليات التي لم تعد تتزامن مع النباتات، ولكن هذه السمات كانت مستمرة في حماية النباتات ضد الهجمات الجديدة. وسع هذه الفكرة في ورقته البحثية لعام 1985 والتي كتبها أثناء زيارته لمتنزه سانتا روزا الوطني في كوستاريكا. لاحظ أثناء وجوده أن جميع الأنواع تقريبًا الموجودة في المتنزه تشغل نطاقات جغرافية كبيرة، وعلى الرغم من اختلاف الموائل عبر هذه النطاقات، كان الأفراد متطابقين في الغالب عبر المواقع، ما يشير إلى حدوث القليل من التكيف المحلي. وصف نمط تاريخ الحياة الدورية الذي يعتقد أنه مسؤول عن هذا النمط: يبدأ النوع بمثابة مجموعة صغيرة تحتل مساحة صغيرة تختلف جينيًا عن بعضها بشكل طفيف، ولكنها تنمو بعد ذلك على مدى بضعة أجيال لاحتلال مساحة كبيرة، إما بسبب ظهور نمط جيني ناجح عبر نطاق أوسع، أو بسبب إزالة حاجز جغرافي. يخضع هذا العدد الكبير من الفئات المترابطة الآن للعديد من ضغوط الاختيار المتباينة، وبالتالي تبقى ثابتة تطوريًا حتى يفصل الاضطراب بين الفئات، ويعيد بدء الدورة. يعتمد نمط تاريخ الحياة الدورية هذا على ثلاثة أسباب: أن النطاق السلفي لمعظم الأنواع أصغر من الأنواع المشغولة الآن، وأن المجتمعات الحيوية تمتلك حدود مسامية وبالتالي هي عرضة للغزو، وأن الأنواع تمتلك أنماط وراثية قوية تسمح لها باستعمار موائل جديدة بدون تطور. وبالتالي، قد تتكون العديد من المجتمعات الحيوية من كائنات حية على الرغم من تفاعلاتها الحيوية المعقدة التي ليس لها تاريخ تطوري يُذكر مع بعضها البعض.

## آراء متباينة
تُمثل الملاءمة البيئية وجهة نظر متباينة، وفرضية صفرية تقول أن تفاعلات الأنواع الحالية هي دليل على التطور المشترك، الذي يحدث عندما يفرض كل نوع في علاقة انتقاء تطوري على الآخر (الآخرين). يمكن أن تشمل الأمثلة التبادلية أو أنظمة المفترس والفريسة. تُعرّف النظرة التقليدية للحشرات النباتية، والطفيليات المضيفة، والأنواع الأخرى المرتبطة ارتباطًا وثيقًا، التي شرحها إرليك ورافين (1964) في ورقته التي صدرت عام 1980، التطور المشترك على أنه الآلية الأساسية لهذه الارتباطات، قدم جانزين ردًا على هذه التفسيرات التكيفية بأنها تعود إلى وجود نمط ظاهري أو أنواع موجودة في بيئة معينة، وأعرب عن قلقه بشأن ما اعتبره الإفراط في استخدام التفسيرات المشتركة لارتباطات الأنواع الحالية، وذكر أنه سيكون من الصعب التمييز بين التطور المشترك والملاءمة البيئية، ما سيدفع علماء البيئة إلى التفسيرات الزائفة المحتملة لارتباطات الأنواع الحالية. من الصعب تحديد ما إذا كانت العلاقة الوثيقة هي نتيجة لتطور مشترك أو تركيب بيئي لأن التركيب البيئي هو عملية فرز يجري فيها الحفاظ فقط على الارتباطات التي «تناسب»، أو تزيد الصلاحية (علم الأحياء). عند محاولة تحديد العملية التي تعمل في تفاعل معين، من المهم أن نتذكر أن الأنواع لا يمكن أن تترابط إلا من خلال التوسع الأحيائي والتركيب البيئي، يلي ذلك التكيف أو التطور المشترك. وبالتالي، فإن كلتا العمليتين مهمتان في تشكيل التفاعلات والمجتمعات.